# Jonas Austrelius
Jonas Austrelius, född 1627 i Tingstads socken, död december 1692 i Stens socken, Östergötlands län, var en svensk präst.

## Biografi
Jonas Austrelius föddes 1627 i Tingstads församling. Han var son till Lars Jonsson i Alm,. Austrelius blev i september 1648 student vid Uppsala universitet och prästvigdes 15 juni 1655 till amiralitetspredikant. Han blev 1660 konrektor vid Linköpings trivialskola. Austrelius avsattes från tjänsten och prästämbetet 1665, men klagade hos kungen, som återgav honom prästmämbetet och löfte om befordran. Han blev 1671 kyrkoherde i Östra Stenby församling. Austrelius avled i december 1692 i Östra Stenby församling.

### Familj
Austrelius gifte sig 9 oktober 1659 med Anna Lindemarck (1643–1692). Hon var dotter till kronofogden Sten Jespersson i Kinda och Ragnhild Hellagius. De fick tillsammans barnen Catharina Austrelius som var gift med kyrkoherden Petrus Dalin i Sanda församling, Rachel Austrelius som var gift med kyrkoherden Johannes Cornerus i Östra Stenby församling, Maria Austrelius (född 1668) som var gift med kyrkoherden Petrus Bolin i Sanda församling, smeden Jonas Austrel (1684–1740) och Elias Austrelius (1685–1685).